# Kyrksjön, Bromma
Kyrksjön, tidigare även Bromma Kyrksjö, är en liten och grund insjö belägen mellan Norra Ängby och Bromma Kyrka i Bromma, Stockholm. Området kring Kyrksjön kallas löt. Det är ett mycket gammalt ord, som betyder betesmark eller utjord. Sjön ingår i Kyrksjölötens naturreservat. Vid provfiske har ruda fångats i sjön.
Tillrinningen kommer huvudsakligen från naturmark. Inom tillrinningsområdet finns också två koloniområden (Koloniområde Kortenslund och Koloniområde Glia), en mindre del villabebyggelse och ungefär 500 m av Spångavägen. Det enda tydliga tillflödet, ett dike, kommer från Kyrksjölöten och koloniområdet öster om sjön. Utloppet går genom en kulvert under Ängby idrottsplats till en pumpstation vid Bällstavägen. Därifrån förs vattnet till Råcksta träsk. Bebyggelsen runt omkring utgörs till större delen av småhus och villor. Längs norra sidan löper Spångavägen. Vägen, som är den enda större i området, avskärmas ganska effektivt av vegetationen.

## Historik
Kyrksjön var långt tillbaka i tiden betydligt större och sträckte sig ända in i Spånga socken. Dess avlopp var en något över en kilometer lång å, som följde dagens Rundkyrkoallé norrut, därefter Gliavägen och bildade Rännilskroken en kanjon, en djup dalgång. I den fanns en kraftig fors med åtskilliga meters fallhöjd. Ån mynnade ut i Ranhammarsviken nära Attundavägen vid kanten av det nuvarande flygfältet.
En gång hade Kyrksjön förbindelse med både Judarn i Judarskogens naturreservat och med  Ulvsundasjön, en vik av Mälaren i Stockholms och Solna kommuner. Troligen omkring 1880 lät  Knut Ljunglöf, ägare till Råcksta och Beckomberga gårdar, gräva ett dike från Kyrksjön till Råcksta träsk. Resterna av detta syns fortfarande i dalen söder om Beckomberga sjukhus, som området fortfarande kallas. Avsikten var att använda den ökade vattenmängden i vattenkvarnen vid Kvarnvikens kvarn, som ligger nedanför Råcksta träsk i Grimsta naturreservat. Men avrinningen kring Kyrksjön fungerade dåligt. År 1905 grävdes därför ett "stordike" i Vultejusvägens sträckning och därefter i den gamla naturliga åns sträckning mot Bällstaviken. Detta dike lades igen på 1920-talet efter att ha försetts med en kulvert. Den fortsatte hela vägen fram till Ulvsundasjön och ligger idag alltså under flygfältet. Numera avvattnas Kyrksjön till Råcksta Träsk via pumpstation vid Bällstavägen.

## Växtlighet
Eftersom de sjösänkningar för att vinna ny åkerjord som utfördes i Bromma på 1800-talet inte lyckades finns det ännu fyra sjöar kvar. De fyra sjöarna Judarn, Lillsjön, Kyrksjön och Råcksta träsk är placerade som hörnen i en romb. Kyrksjön återfinns i det norra hörnet strax söder om Bromma kyrka och är omgiven av en frodig och tät alsumpskog. Växtlivet vid Kyrksjön är rikt. På våren lyser kabbelekan gul ur dikena, murgrönan klättrar på träden och snårvindan snärjer sina värdväxter, men förnöjer oss med sina vackra rosa blommor på sommaren. Gula och vita näckrosor fanns förr i Kyrksjön. Näckrosorna låg på vattenytan som stora mattor, men är nu försvunna.
Vid den norra stranden byggdes 1922 ett första mindre badhus och 1926 ett större för herrar. Badlivet var länge livligt, men 1955 revs badhusen för att ersättas med en badbrygga. Under många år var det förbjudet att bada i Kyrksjön, men nu är det åter tillåtet.
Vid Kyrksjön finns en av kommunens största fuktlövskogar med rikt fågelliv. Fuktlövskogen består av klibbal och glasbjörk med inslag av bland annat hägg och jolster. Buskskiktet utgörs av skogskornell, brakved, videbuskar och sly, medan fältskiktet består av ormbunkar, starr samt ett flertal örter. Klibbalens rötter innehåller kvävefixerande mikroorganismer, som kan ta upp kväve direkt från luften. Både alen och marken runt omkring drar nytta av detta näringstillskott. Kvävegynnade växter frodas här, till exempel hundkex, brännässlor och hallon. Alen har höga socklar, som ofta omges av vatten. De höga socklarna ökar på ett markant sätt känslan av att befinna sig i ett träsk. Den övriga skogen som växer på moränbackarna utgörs av ädellövskog och blandskog med mycket ek.
När inlandsisen drog sig tillbaka från Stockholmstrakten för cirka 10 000 år sedan, lämnade den kvar moräner som kan ses här än idag. På en höjd strax söder om sjön finns ett tjugotal gravar från järnåldern (vikingatiden) daterade 800-1050 e.Kr.

## Kyrksjön som fågelsjö
Vattnet i sjön är kallt och klart och största vattendjupet är omkring två meter. 
Botten består av flera meter torvdy och under den sand. Sjön var förr rik på fisk, men idag finns mest rudor. Kyrksjön omges idag av en tät bladvass, vilket bidragit till att göra sjön till en fågelsjö. Området är häckningsplats för många olika fågelarter, bland annat brunand, vigg och rörhöna. Den täta vegetationen ger gott skydd åt småfåglar som näktergal, svarthätta, kärrsångare, härmsångare med flera. Och skydd behövs, för här finns även rovfåglar som sparvhök, duvhök och kattuggla. 
Cirka 65 olika fågelarter brukar siktas varje år, tillfälliga gäster oräknade. Några av de häckande fågelarterna vid Kyrksjön är till exempel knölsvan, skäggdopping, smådopping, sothöna, rödhake, stare, bofink, gärdsmyg, koltrast, nötväcka, skogsduva, gröngöling, mindre hackspett, ladusvala och talgoxe. Totalt har cirka 160 fågelarter noterats här genom åren. Kyrksjön är ett populärt område för fågelskådning.
I Kyrksjön häckar den i Sverige relativt sparsamt förekommande svarthakedoppingen med flera par och kan sägas vara sjöns karaktärsfågel. Denna dopping är i Sverige klassad som "sårbar", vilket betyder att den inte är akut utrotningshotad, men minskar kraftigt i antal och utbredning.
Sjön är en viktig fortplantningslokal för groddjur, såsom större och mindre vattensalamander, grodor och paddor, och har visst intresse för fritidsfisket – den enda garanterade fiskarten är ruda, men vissa år har även abborre förekommit i sjön. Fiske upplåts via Sportfiskekortet. Det finns två bryggor i sjön som används för bad av kringboende. Det är dock inte något officiellt strandbad, och badvattenkvaliteten provas inte. Området hyser ett stort antal olika trollsländor. De man oftast ser är de vackert blå flicksländorna, som leker utmed de två bryggorna. Tack vare den rika örtfloran hittar man många spännande pollinerande insekter, framför allt fjärilarna på de rika ängsmarkerna. Här flyger bland annat aurorafjäril, kålfjäril, rovfjäril, citronfjäril, nässelfjäril och påfågelöga. Här finns även vårtbitare och gräshoppor som på sensommaren frambringar sina exotiska ljud dygnet runt.

## Bilder

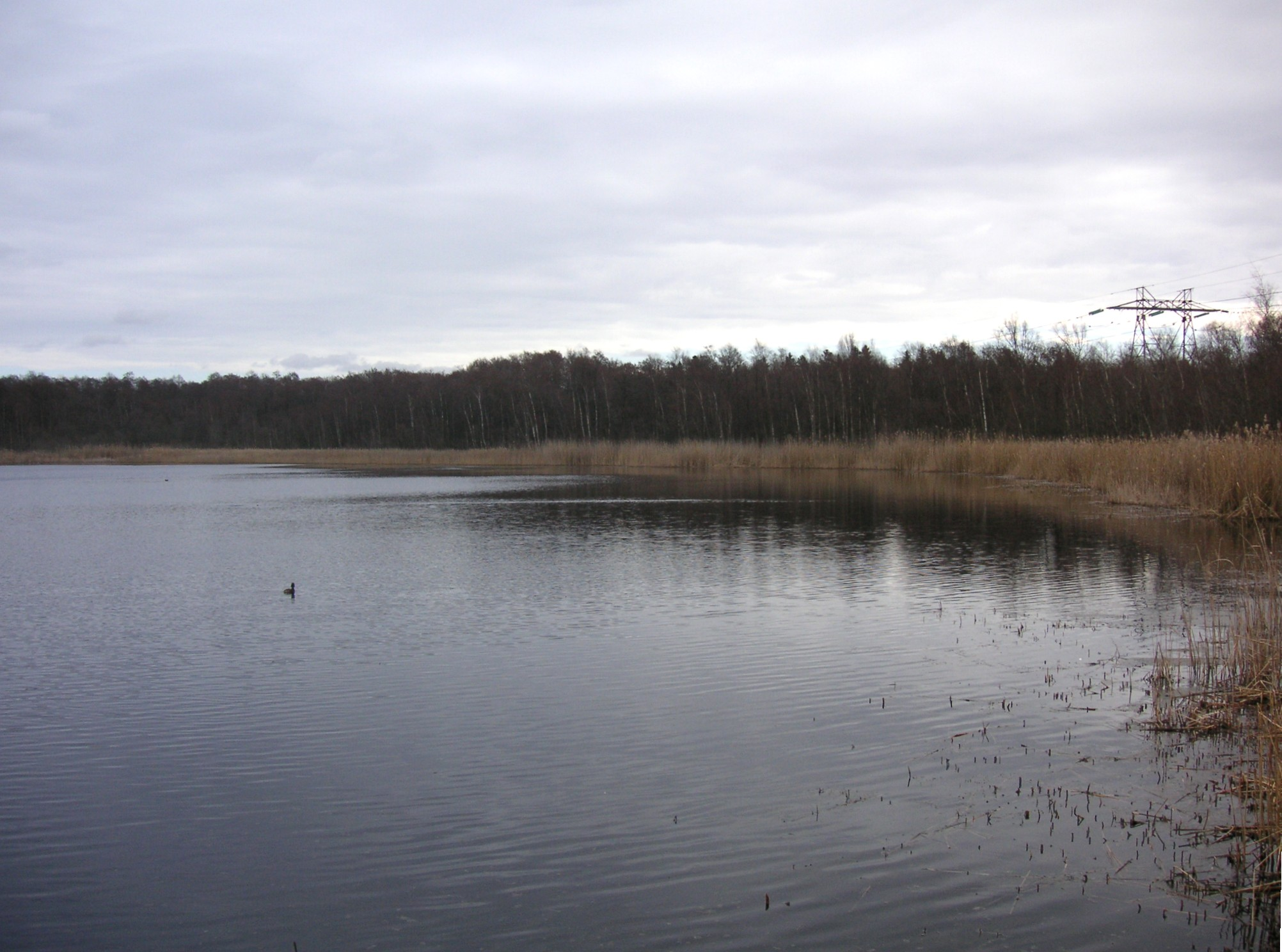
Kyrksjön mot sydöst
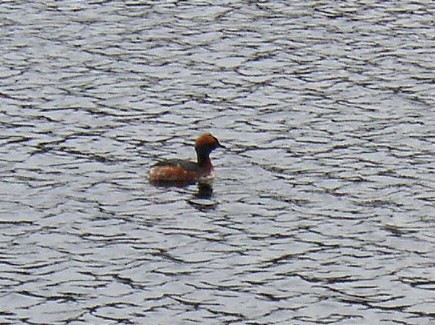
En svarthakedopping i Kyrksjön
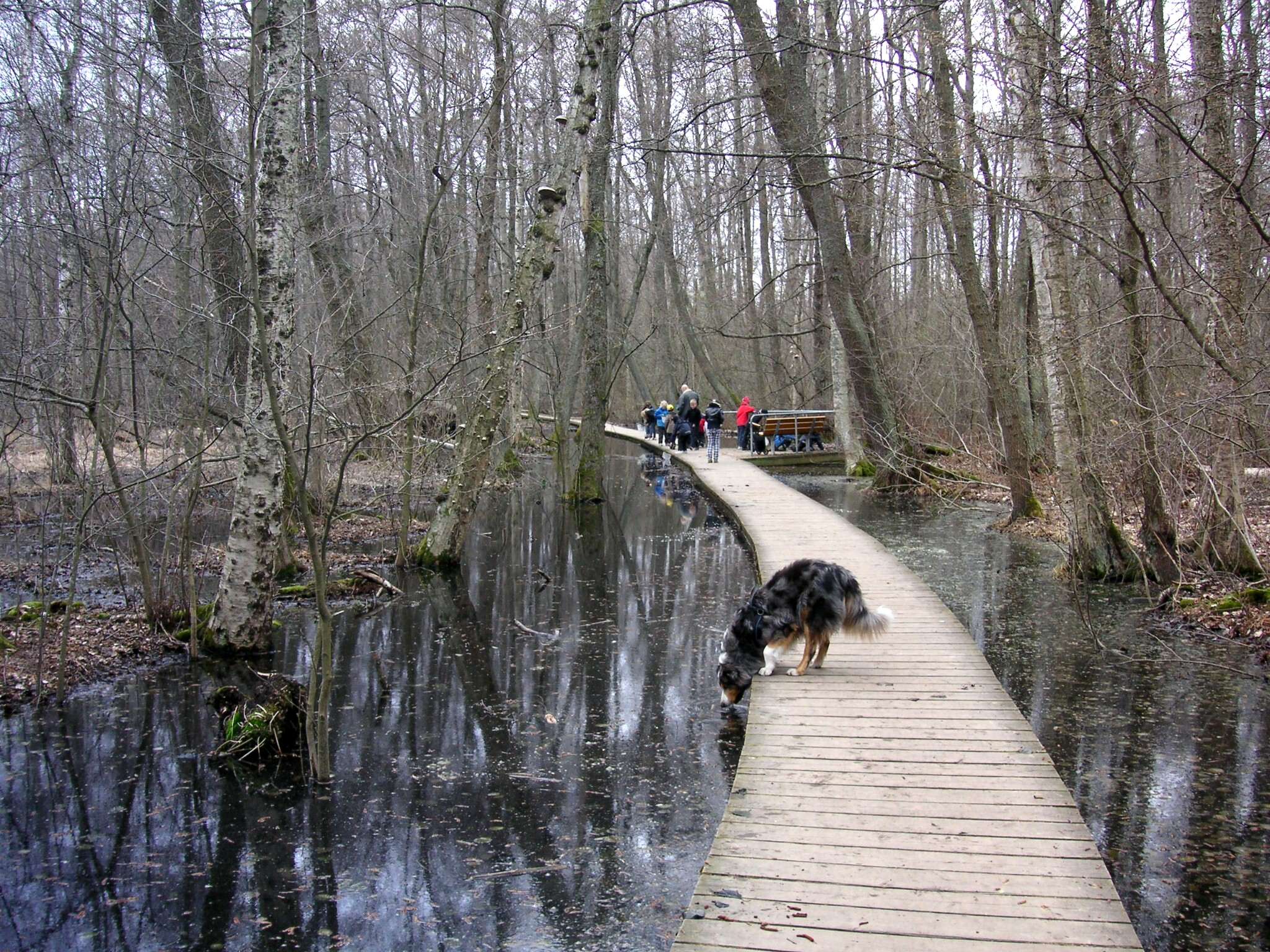
Kyrksjöns fuktlövskog
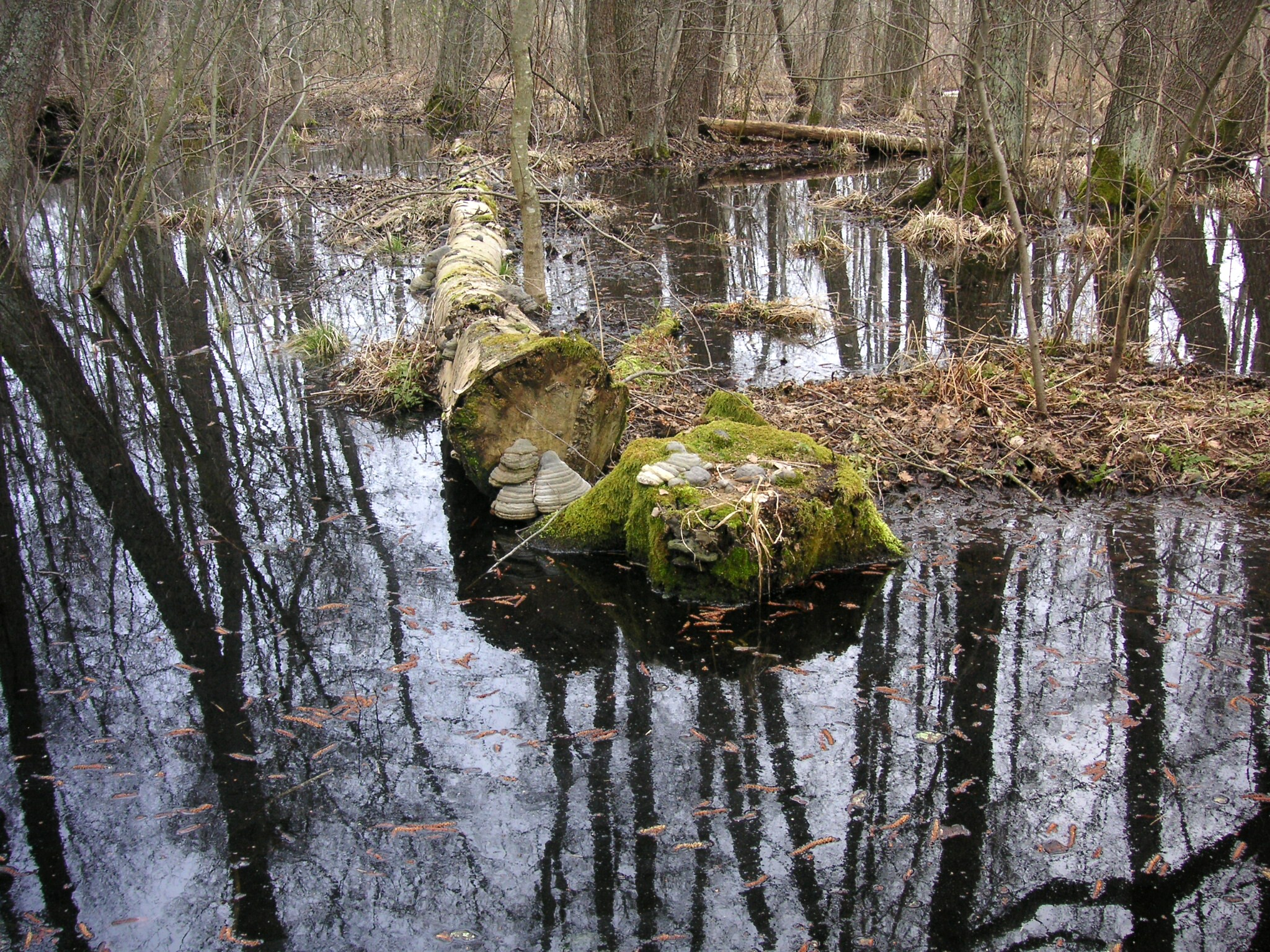
Kyrksjöns fuktlövskog

## Delavrinningsområde
Kyrksjön ingår i delavrinningsområde (658163-162038) som SMHI kallar för Rinner till Mälaren-Fiskarfjärden. Medelhöjden är 19 meter över havet och ytan är 12,94 kvadratkilometer. Det finns inga avrinningsområden uppströms utan avrinningsområdet är högsta punkten. Avrinningsområdets utflöde Norrström (Eskilstunaån) mynnar i havet. Avrinningsområdet har 0,03 kvadratkilometer vattenytor vilket ger det en sjöprocent på 0,2 procent. Bebyggelsen i området täcker en yta av 19,8 kvadratkilometer eller 98 procent av avrinningsområdet.